# Anta do Alcogulo II
Die Anta do Alcogulo II, auch Anta 2 do Alcogulo genannt, ist eine Megalithanlage etwa 3,6 km westlich Castelo de Vide, in der Gemeinde (portugiesisch Freguesia) São João Baptista im Kreis (portugiesisch Concelho) Castelo de Vide, Distrikt Portalegre im nordöstlichen Alentejo.
Anta, Mámoa, Dolmen, Orca und Lapa sind die in Portugal geläufigen Bezeichnungen für die ungefähr 5000 Megalithanlagen, die während des Neolithikums im Westen der Iberischen Halbinsel von den Nachfolgern der Cardial- oder Impressokultur errichtet wurden.

## Denkmalpflege
1867–1868 wurde die Anlage durch Pereira da Costa untersucht und publiziert und 1997 als  Imóvel de Interesse Público eingetragen und geschützt. Eine moderne archäologische Nachuntersuchung der Fundstelle steht bisher aus.
Obwohl – abgesehen von Reinigungsarbeiten im Jahr 2012 – bisher keine umfangreichen Sicherungsmaßnahmen durchgeführt wurden, gehört die Anta zu den besser erhaltenen Megalithanlagen der Region. Sie liegt auf Privatbesitz und ist nur mit Erlaubnis des Eigentümers zu besichtigen.

## Befund
Die polygonale Grabkammer wird durch sieben Tragsteine (Orthostaten) aus Granit gebildet. Alle unregelmäßig viereckigen Tragsteine sind noch in situ vorhanden, haben sich aber aufgrund des nicht erhaltenen Decksteins in das Innere der etwa 1,5 Meter hohen Kammer geneigt.
Vom ungefähr 6 Meter langen Korridor sind noch drei seitliche Tragsteine der Nordseite sowie zwei der Südseite und ein Deckstein unmittelbar an der Kammer in situ erhalten.
Die ehemalige Überhügelung (Mámoa) des Grabes wurde im Zuge der Bauarbeiten zur unmittelbar angrenzenden Bahnstrecke stark in Mitleidenschaft gezogen, ist aber in weiten Teilen noch erkennbar.
Die Anta do Alcogulo II gehört mit den beiden benachbarten Antas da Coutada de Alcogulo und Anta do Alcogulo III zu einer Gruppe von Megalithgräbern, die sich in einem Umkreis von etwa 700 m verteilen. Inwieweit es sich hierbei um ein Gräberfeld mit zeitnaher oder aufeinanderfolgender Belegung handelt oder ob sich die Konzentration in dieser fundreichen Region eher „zufällig“ ergeben hat, muss aufgrund der nur sehr groben Datierung der drei Antas offen bleiben.
Eine weitere Ansammlung von fünf benachbarten Megalithgräbern – die Necrópole Megalítica de Coureleiros – wurde nur etwa 1,5 km südlich ergraben.

## Funde
Über eventuelle Funde der Grabung von 1867 bis 1868 liegen keine Informationen vor.
Die Datierung der Anlage kann daher nur allgemein in den Zeitraum vom 4. bis 2. Jahrtausend v. Chr. erfolgen.